# Рудська сільська рада (Дунаєвецький район)
Ру́дська сільська́ ра́да — адміністративно-територіальна одиниця та орган місцевого самоврядування в Дунаєвецькому районі Хмельницької області. Адміністративний центр — село Рудка.

## Загальні відомості
Рудська сільська рада утворена в 1954 році.
- Територія ради: 20,396 км²
- Населення ради: 859 осіб (станом на 2001 рік)

## Населені пункти
Сільській раді підпорядковані населені пункти:
- с. Рудка

## Склад ради
Рада складається з 12 депутатів та голови.
- Голова ради: Гніздовський Олександр Володимирович
- Секретар ради: Бурла Олена Володимирівна

### Керівний склад попередніх скликань
| Прізвище, ім'я, по батькові          | Основні відомості                                               | Дата обрання | Дата звільнення |
| ------------------------------------ | --------------------------------------------------------------- | ------------ | --------------- |
| Козіна Світлана Василівна            | Сільський голова, 1971 року народження, позапартійна            | 26.03.2006   | 31.10.2010      |
| Гніздовський Олександр Володимирович | Сільський голова, 1974 року народження, освіта незакінчена вища | 31.10.2010   |                 |

Примітка: таблиця складена за даними сайту Верховної Ради України

### Депутати
За результатами місцевих виборів 2010 року депутатами ради стали:

#### За суб'єктами висування
| Суб'єкт висування | Кількість обраних депутатів | %   |
| ----------------- | --------------------------- | --- |
| Самовисування     | 12                          | 100 |

#### За округами
| № округу | Прізвище, ім'я, по батькові       | Дата визнання обраним | Освіта             | Партійна приналежність | Відомості про обраного депутата                 |
| -------- | --------------------------------- | --------------------- | ------------------ | ---------------------- | ----------------------------------------------- |
| 1        | Янчішена Емілія Миколаївна        | 02.11.2010            | середня            | позапартійна           | тимчасово не працює                             |
| 2        | Дурицька Антоніна Йосипівна       | 02.11.2010            | середня            | позапартійна           | тимчасово не працює                             |
| 3        | Бомк Володимир Іванович           | 02.11.2010            | середня            | позапартійний          | Рудська загальноосвітня школа І-ІІ ст., завгосп |
| 4        | Гніздовський Олег Володимирович   | 02.11.2010            | середня спеціальна | позапартійний          | тимчасово не працює                             |
| 5        | Польовий Ігор Володимирович       | 02.11.2010            | вища               | позапартійний          | тимчасово не працює                             |
| 6        | Канонік Ірина Анатоліївна         | 02.11.2010            | середня спеціальна | позапартійна           | тимчасово не працює                             |
| 7        | Бурла Олена Володимирівна         | 02.11.2010            | середня спеціальна | позапартійна           | Рудська сільська рада, секретар                 |
| 8        | Головата Ніна Вікторівна          | 02.11.2010            | середня спеціальна | позапартійна           | «Стіомі-Холдінг», комірник                      |
| 9        | Гніздовська Оксана Петрівна       | 02.11.2010            | вища               | позапартійна           | Рудська загальноосвітня школа І-ІІ ст., вчитель |
| 10       | Сірий Руслан Іванович             | 02.11.2010            | середня            | позапартійний          | тимчасово не працює                             |
| 11       | Райтаровський Сергій Анатолійович | 02.11.2010            | середня спеціальна | позапартійний          | тимчасово не працює                             |
| 12       | Піхотко Людмила Іванівна          | 02.11.2010            | середня спеціальна | позапартійна           | тимчасово не працює                             |